# Punk-O-Rama
Punk-O-Rama es una serie de recopilatorios de música, en su mayoría punk rock (aunque abarca varios subgéneros del mismo), editados por el sello discográfico Epitaph Records, propiedad del guitarrista de Bad Religion, Brett Gurewitz, y que incluye bandas del mencionado Epitaph y de sus subsellos, Hellcat Records, Burning Heart Records y ANTI-.
El primer lanzamiento fue en 1994, y fue relanzado cada año con excepción de 1995 y 1997, hasta el 2005, cuando el último volumen de la serie fue editado. A pesar del nombre la colección, Punk-O-Rama ha mostrado música más allá del género punk, mientras que esta era la idea original. Una vez que Epitaph comenzó a expandirse en otros géneros musicales, la tendencia se empezó a reflejar en la serie de compilados, ya que tracks de indie rock y hip hop comenzaron a aparecer. Algunos ejemplos se encuentran en el volumen 4, con el tema "Big In Japan" de Tom Waits, y los volúmenes 8, 9 y 10 que incluyen canciones de Sage Francis, DANGERDOOM, Atmosphere y Eyedea & Abilities.
La intención de las compilaciones era promover a las bandas de Epitaph y los sellos relacionados. El precio de venta sugerido usualmente se encontraba por debajo de la mitad en comparación con otros nuevos lanzamientos, siendo ofrecidos por debajo de 10US$. Las canciones que aparecen en las compilaciones generalmente habían sido lanzadas previamente, aunque se incluyeron temas previamente inéditos. Ocasionalmente Epitaph Records también organizaba giras bajo el nombre Punk-O-Rama, donde se presentaban bandas que habían participado en el recopilatorio, tales como Guttermouth, Millencolin, The Distillers, Bouncing Souls, Dropkick Murphys y Pennywise entre otras. 
Hellcat Records, subsidiaria de Epitaph, comenzó su propia serie de recopilatorios en 1997, bajo el título Give 'Em the Boot, llegando a compartir bandas con Punk-O-Rama, ya que ambos recopilatorios contemplaban bandas de Hellcat Records. Una versión promocional, titulada Punk-O-Rama 2.1, fue regalada en 1997 junto a un par de tenis Vans en ciertas tiendas, dicha edición es similar al volumen 2, pero Me First and the Gimme Gimmes, Poison Idea y TSOL fueron reemplazados por Hepcat con "Bobby & Joe", H2O con "Family Tree" y Ten Foot Pole con "Regret", también, Pennywise, SNFU y Down by Law presentan canciones diferentes.
En 2003, un DVD fue lanzado bajo el nombre Punk-O-Rama, que incluía vídeos musicales que habían sido filmados a lo largo de la historia de Epitaph. Sólo un volumen fue lanzado, aunque la siguiente edición de Punk-O-Rama incluyó un DVD extra con vídeos de artistas de Epitaph, característica repetida en la siguiente y última entrega de la serie. 
En el 2006, Epitaph Records retiró la serie de compilaciones reemplazándola por el recopilatorio titulado Unsound en junio de ese mismo año. El nuevo nombre fue escogido para incluir una amplia variedad de música en las series. Epitaph ha sido criticado duramente por los fanáticos de Punk-O-Rama, los cuales han expresado que el nombre ha sido sacado de su camino en sus últimos volúmenes, particularmente 8, 9 y 10, ya que incluyen géneros como el post-hardcore, hardcore punk, indie rock y el aún más controversial hip hop. 

## Álbumes
| Punk-O-Rama Vol. 1 |                                              |          |  |
| N.º                | Título                                       | Duración |  |
| 1.                 | «Do What You Want» (Bad Religion)            | 1:06     |  |
| 2.                 | «Don't Call Me White» (NOFX)                 | 2:33     |  |
| 3.                 | «Hyena» (Rancid)                             | 2:55     |  |
| 4.                 | «Session» (The Offspring)                    | 2:32     |  |
| 5.                 | «Dying to Know» (Pennywise)                  | 3:06     |  |
| 6.                 | «I Wanna Riot» (Rancid)                      | 3:11     |  |
| 7.                 | «Riot City» (Total Chaos)                    | 2:20     |  |
| 8.                 | «Crooked Bird» (Gas Huffer)                  | 3:05     |  |
| 9.                 | «We're Back We're Pissed» (Rich Kids on LSD) | 3:39     |  |
| 10.                | «Jennifer Lost the War» (The Offspring)      | 2:34     |  |
| 11.                | «Bright Green Globe» (Down by Law)           | 3:36     |  |
| 12.                | «Open Door» (Pennywise)                      | 1:42     |  |
| 13.                | «Crack in the Universe» (Wayne Kramer)       | 4:40     |  |
| 14.                | «Liza & Louise» (NOFX)                       | 2:22     |  |
| 15.                | «My Wall» (Ten Foot Pole)                    | 2:50     |  |
| 16.                | «Reality Is a Ride on the Bus» (SNFU)        | 3:05     |  |

La primera edición de la serie, lanzada en 1994, es la única en la cual no se incluye a Pulley, aunque el vocalista de la banda, Scott Radinsky, aparece con su anterior proyecto Ten Foot Pole.
| Punk-O-Rama Vol. 2 |                                                           |          |  |
| N.º                | Título                                                    | Duración |  |
| 1.                 | «Coffee Mug» (Descendents)                                | 0:34     |  |
| 2.                 | «Perfect People» (Pennywise)                              | 3:03     |  |
| 3.                 | «Cashed In» (Pulley)                                      | 2:13     |  |
| 4.                 | «Only the Good Die Young» (Me First and the Gimme Gimmes) | 2:48     |  |
| 5.                 | «Mutate With Me» (The Humpers)                            | 2:12     |  |
| 6.                 | «Sidekick» (Rancid)                                       | 2:01     |  |
| 7.                 | «Bullion» (Millencolin)                                   | 2:00     |  |
| 8.                 | «El Coo Cooi» (Voodoo Glow Skulls)                        | 2:37     |  |
| 9.                 | «Hate» (Joykiller)                                        | 2:08     |  |
| 10.                | «Code Blue» (TSOL)                                        | 2:08     |  |
| 11.                | «Whatever Didi Wants» (NOFX)                              | 3:01     |  |
| 12.                | «Gruesome Gary» (Down by Law)                             | 3:02     |  |
| 13.                | «Just to Get Away» (Poison Idea)                          | 2:30     |  |
| 14.                | «Thought Control» (DFL)                                   | 2:28     |  |
| 15.                | «Don't Have the Cow» (SNFU)                               | 2:50     |  |
| 16.                | «Give You Nothing» (Bad Religion)                         | 2:00     |  |
| 17.                | «Jukebox Lean» (New Bomb Turks)                           | 2:36     |  |

Todas las canciones fueron previamente lanzadas, con la excepción de "Thought Control" de DFL y la versión a la canción de Billy Joel "Only the Good Die Young" de Me First and the Gimme Gimmes, la cual anteriormente sólo estaba disponible el sencillo Billy. El álbum es lanzado en 1996.
| Punk-O-Rama Vol.3 |                                                                                        |          |  |
| N.º               | Título                                                                                 | Duración |  |
| 1.                | «We Threw Gasoline on the Fire and Now We Have Stumps for Arms and No Eyebrows» (NOFX) |          |  |
| 2.                | «Everybodies Girl» (Dwarves)                                                           |          |  |
| 3.                | «World's on Heroin» (All)                                                              |          |  |
| 4.                | «Say Anything» (Bouncing Souls)                                                        |          |  |
| 5.                | «Delinquent Song» (Voodoo Glow Skulls)                                                 |          |  |
| 6.                | «Everready» (H2O)                                                                      |          |  |
| 7.                | «Greed Motivates» (Straight Faced)                                                     |          |  |
| 8.                | «Telepath Boy» (ZEKE)                                                                  |          |  |
| 9.                | «Never Connected» (Union 13)                                                           |          |  |
| 10.               | «Gotta Go» (Agnostic Front)                                                            |          |  |
| 11.               | «Defiled» (New Bomb Turks)                                                             |          |  |
| 12.               | «Haulass Hyena» (The Cramps)                                                           |          |  |
| 13.               | «Rats in the Hallway» (Rancid)                                                         |          |  |
| 14.               | «Steel-Toed Sneakers» (The Humpers)                                                    |          |  |
| 15.               | «Bad Seed» (Wayne Kramer)                                                              |          |  |
| 16.               | «Rotten Egg» (Gas Huffer)                                                              |          |  |
| 17.               | «Poison Steak» (Red Aunts)                                                             |          |  |
| 18.               | «No Equalizer» (Down by Law)                                                           |          |  |
| 19.               | «Alright» (Osker)                                                                      |          |  |
| 20.               | «A.D.D.» (Ten Foot Pole)                                                               |          |  |
| 21.               | «7 Years» (Undeclinable Ambuscade)                                                     |          |  |
| 22.               | «You» (Bad Religion)                                                                   |          |  |
| 23.               | «Nailed to the Floor» (I Against I)                                                    |          |  |
| 24.               | «3 Times 75» (Looking Up)                                                              |          |  |
| 25.               | «Time's Up» (Burning Heads)                                                            |          |  |
| 26.               | «If» (Pulley)                                                                          |          |  |
| 27.               | «Wake Up!» (Pennywise)                                                                 |          |  |

En esta edición, los temas "We Threw Gasoline on the Fire and Now We Have Stumps for Arms and No Eyebrows" de NOFX y "Wake Up" de Pennywise no habían sido lanzados previamente. El tema de NOFX sería incluido posteriormente en el álbum 45 or 46 Songs That Weren't Good Enough to Go on Our Other Records. Volumen lanzado en 1998.
| Punk-O-Rama Vol.4 |                                                  |          |  |
| N.º               | Título                                           | Duración |  |
| 1.                | «Fight It» (Pennywise)                           | 2:15     |  |
| 2.                | «Second Best» (Pulley)                           | 1:49     |  |
| 3.                | «Faster Than the World» (H2O)                    | 2:17     |  |
| 4.                | «1998» (Rancid)                                  | 2:46     |  |
| 5.                | «The Will the Message» (Bombshell Rocks)         | 2:37     |  |
| 6.                | «Hopeless Romantic» (Bouncing Souls)             | 2:07     |  |
| 7.                | «The Getaway» (Ten Foot Pole)                    | 3:41     |  |
| 8.                | «Think the World» (All)                          | 1:21     |  |
| 9.                | «Snap Decision (At Rope's End)» (New Bomb Turks) | 2:23     |  |
| 10.               | «Generator» (Bad Religion)                       | 3:19     |  |
| 11.               | «I Will Deny» (Dwarves)                          | 1:39     |  |
| 12.               | «Let's Do This» (Straight Faced)                 | 1:23     |  |
| 13.               | «It's My Life» (Agnostic Front)                  | 2:29     |  |
| 14.               | «Weakened Revolution» (59 Times the Pain)        | 2:19     |  |
| 15.               | «Summerholiday Vs. Punkroutine» (Refused)        | 4:02     |  |
| 16.               | «They Always Come Back» (Vodoo Glow Skulls)      | 3:23     |  |
| 17.               | «Twisted» (ZEKE)                                 | 1:56     |  |
| 18.               | «Don't Panic» (Gas Huffer)                       | 1:46     |  |
| 19.               | «Big in Japan» (Tom Waits)                       | 4:04     |  |
| 20.               | «Someone to Love» (Jack Grisham)                 | 2:52     |  |
| 21.               | «A Life's Story» (Union 13)                      | 2:09     |  |
| 22.               | «Picture This» (98 Mute)                         | 2:05     |  |
| 23.               | «Lucky» (Osker)                                  | 2:14     |  |
| 24.               | «Mr. Clean» (Millencolin)                        | 2:39     |  |
| 25.               | «Kids of the K-Hole» (NOFX)                      | 4:49     |  |

En el cuarto volumen aparecen por primera vez bandas del sello sueco Burning Heart Records, para el cual Epitaph distribuye material en Norteamérica. El tema "Fight It" de Pennywise es el único sin previo lanzamiento. Edición lanzada en 1999.
| Punk-O-Rama Vol.5 |                                                               |          |  |
| N.º               | Título                                                        | Duración |  |
| 1.                | «Pump Up the Valuum» (NOFX)                                   | 1:46     |  |
| 2.                | «Problematic» (All)                                           | 1:22     |  |
| 3.                | «No Cigar» (Millencolin)                                      | 2:45     |  |
| 4.                | «Smash It Up» (The (International) Noise Conspiracy)          | 3:14     |  |
| 5.                | «Close Minded» (Visión)                                       | 2:41     |  |
| 6.                | «Poison» (Rancid)                                             | 1:18     |  |
| 7.                | «Secure Horizons» (Guttermouth)                               | 2:57     |  |
| 8.                | «Panic» (Osker)                                               | 2:21     |  |
| 9.                | «Better Be Women» (Dwarves)                                   | 2:35     |  |
| 10.               | «Slow Motion Riot» (98 Mute)                                  | 2:57     |  |
| 11.               | «We Have to Figure It Out Tonight» (Beatsteaks)               | 1:37     |  |
| 12.               | «Guilty by Association» (H2O)                                 | 2:25     |  |
| 13.               | «Hold It Down» (Madball)                                      | 2:19     |  |
| 14.               | «Happy» (Straight Faced)                                      | 3:42     |  |
| 15.               | «Refused Are Fucking Dead» (Refused)                          | 5:45     |  |
| 16.               | «Lookin' Out for #1» (Death by Stereo)                        | 2:22     |  |
| 17.               | «1.80 Down» (Bombshell Rocks)                                 | 3:28     |  |
| 18.               | «Good Rats» (Dropkick Murphys)                                | 3:03     |  |
| 19.               | «Kid» (Bouncing Souls)                                        | 2:51     |  |
| 20.               | «What Ever» (Satanic Surfers)                                 | 2:17     |  |
| 21.               | «Badge of Pride» (Pennywise)                                  | 3:35     |  |
| 22.               | «Gone» (Pulley)                                               | 2:22     |  |
| 23.               | «The Game» (Union 13)                                         | 2:33     |  |
| 24.               | «Stranded in the Jungle» (Voodoo Glow Skulls)                 | 3:05     |  |
| 25.               | «The Hives - Introduce the Metric System in Time» (The Hives) | 2:06     |  |
| 26.               | «Automatic Teller» (New Bomb Turks)                           | 2:43     |  |
| 27.               | «Evil Dead» (ZEKE)                                            | 1:09     |  |
| 28.               | «Riot, Riot, Upstart» (Agnostic Front)                        | 2:14     |  |

Todos los temas fueron lanzados previamente a excepción de "Pump Up the Valuum" de NOFX y "Problematic" de All, títulos homónimos a los álbumes actuales de dichas agrupaciones en ese momento, Pump Up the Valuum y Problematic respectivamente. El tema de NOFX sería incluido posteriormente en 45 or 46 Songs That Weren't Good Enough to Go on Our Other Records. "Secure Horizons" de Guttermouth sería regrabado para el álbum Covered With Ants, al igual que "Good Rats" de Dropkick Murphys para el álbum Sing Loud Sing Proud, "Poison" de Rancid es una versión demo del álbum Rancid del 2000. Es la única edición en la que no aparece un tema de Bad Religion. Álbum lanzado en el 2000.
| Punk-O-Rama Vol.6 |                                                                 |          |  |
| N.º               | Título                                                          | Duración |  |
| 1.                | «Can I Borrow Some Ambition?» (Guttermouth)                     | 2:20     |  |
| 2.                | «Come With Me» (Deviates)                                       | 2:57     |  |
| 3.                | «Bath of Least Resistance» (NOFX)                               | 1:48     |  |
| 4.                | «Blackeye» (Millencolin)                                        | 2:18     |  |
| 5.                | «Jack of All Trades» (Hot Water Music)                          | 2:42     |  |
| 6.                | «True Believers» (The Bouncing Souls)                           | 2:30     |  |
| 7.                | «We're Desperate» (Pennywise y Exene Cervenka)                  | 1:47     |  |
| 8.                | «Strangled» (Osker)                                             | 2:58     |  |
| 9.                | «It's Quite Allright» (Rancid)                                  | 1:29     |  |
| 10.               | «Holding 60 Dollars on a Burning Bridge» (Death by Stereo)      | 2:11     |  |
| 11.               | «The Gauntlet» (Dropkick Murphys)                               | 2:47     |  |
| 12.               | «Original Me» (Descendents)                                     | 2:50     |  |
| 13.               | «Runaway» (Pulley)                                              | 2:51     |  |
| 14.               | «She Broke My Dick» (All)                                       | 0:43     |  |
| 15.               | «Different But the Same» (Raised Fist)                          | 2:35     |  |
| 16.               | «Pure Trauma» (Downset.)                                        | 2:33     |  |
| 17.               | «Let Me In» (Beatsteaks)                                        | 3:28     |  |
| 18.               | «Innocence» (Union 13)                                          | 2:25     |  |
| 19.               | «I Want to Conquer the World» (Bad Religion)                    | 2:17     |  |
| 20.               | «Only Lovers Left Alive» (The (International) Noise Conspiracy) | 2:41     |  |
| 21.               | «Say Goodnight» (Voodoo Glow Skulls)                            | 3:02     |  |
| 22.               | «Tonight I'm Burning» (Bombshell Rocks)                         | 2:54     |  |
| 23.               | «Takers & Users» (The Business)                                 | 2:21     |  |

La versión editada en Reino Unido incluye tracks diferentes, el track número 4 es reemplazado por "Do You Wanna Hit It" de The Donnas, el número 15 por "Home" de Heideroosjes y el número 20 por "Whatever" de Undeclinable. La portada del álbum hace referencia a la película 2001: Odisea del espacio, ya que éste volumen fue lanzado en el 2001. "Blackeye" de Millencolin —tema que posteriormente aparecería en el álbum Home from Home—, "Bath of Least Resistance" de NOFX —el cual aparecería posteriormente en 45 or 46 Songs That Weren't Good Enough to Go on Our Other Records—, "We're Desperate" de Pennywise —en el cual participa Exene Cervenka, vocalista de la agrupación X, la cual interpreta el tema originalmente—, "Original Me" de Descendents —cover de All— y "Let Me In" de Beatsteaks son los temas sin previo lanzamiento.
| Punk-O-Rama Vol.7 |                                                      |          |  |
| N.º               | Título                                               | Duración |  |
| 1.                | «Fingers Crossed» (Millencolin)                      | 2:47     |  |
| 2.                | «Wayfarer» (Hot Water Music)                         | 2:58     |  |
| 3.                | «Up for Sale» (The (International) Noise Conspiracy) | 3:26     |  |
| 4.                | «The World» (Pennywise)                              | 2:26     |  |
| 5.                | «Black City» (Division of Laura Lee)                 | 3:36     |  |
| 6.                | «Olympia, WA» (NOFX)                                 | 2:59     |  |
| 7.                | «Addicts of Communication» (Randy)                   | 2:00     |  |
| 8.                | «Hooray for Me» (Pulley)                             | 2:19     |  |
| 9.                | «The Something Special» (Bouncing Souls)             | 3:23     |  |
| 10.               | «God Knows» (Beatsteaks)                             | 2:34     |  |
| 11.               | «The Defense» (Bad Religion)                         | 3:54     |  |
| 12.               | «The End» (Deviates)                                 | 2:02     |  |
| 13.               | «Heroes from Our Past» (Dropkick Murphys)            | 3:30     |  |
| 14.               | «Bob» (Rancid)                                       | 2:02     |  |
| 15.               | «Wasted Words» (Death by Stereo)                     | 3:33     |  |
| 16.               | «Love to Be Hated» (Agnostic Front)                  | 2:13     |  |
| 17.               | «Outside Looking In» (1208)                          | 2:46     |  |
| 18.               | «M.A.D.» (98 Mute)                                   | 3:16     |  |
| 19.               | «My Girlfriend» (Guttermouth)                        | 2:35     |  |

La séptima edición, editada en 2002, contiene dos temas del split que editara BYO Records entre Rancid y NOFX —BYO Split Series, Vol. 3—.
| Punk-O-Rama DVD Vol. 1 |                                                      |          |  |
| N.º                    | Título                                               | Duración |  |
| 1.                     | «Nihilism» (Rancid)                                  |          |  |
| 2.                     | «New Noise» (Refused)                                |          |  |
| 3.                     | «American Jesus» (Bad Religion)                      |          |  |
| 4.                     | «Leave It Alone» (NOFX)                              |          |  |
| 5.                     | «Come Out and Play» (The Offspring)                  |          |  |
| 6.                     | «Salvation» (Rancid)                                 |          |  |
| 7.                     | «Same Old Story» (Pennywise)                         |          |  |
| 8.                     | «Kemp» (Millencolin)                                 |          |  |
| 9.                     | «True Believers» (Bouncing Souls)                    |          |  |
| 10.                    | «Up For Sale» (The (International) Noise Conspiracy) |          |  |
| 11.                    | «Paper Thin» (Hot Water Music)                       |          |  |
| 12.                    | «I'm the One» (Descendents)                          |          |  |
| 13.                    | «Barrom Hero» (Dropkick Murphys)                     |          |  |
| 14.                    | «She's Got the Look» (Guttermouth)                   |          |  |
| 15.                    | «Need to Get Some» (Division of Laura Lee)           |          |  |
| 16.                    | «GGF» (Rancid)                                       |          |  |
| 17.                    | «Desperation Train» (Death by Stereo)                |          |  |
| 18.                    | «Fuck Authority» (Pennywise)                         |          |  |
| 19.                    | «Stickin' in My eye» (NOFX)                          |          |  |
| 20.                    | «The Gauntlet» (Dropkick Murphys)                    |          |  |
| 21.                    | «East Side Mags» (Bouncing Souls)                    |          |  |
| 22.                    | «Sorrow» (Bad Religion)                              |          |  |

Primera y única edición basada en un DVD, el cual contiene 22 videos de las bandas de Epitaph, además de un documental de la historia del sello discográfico, material en vivo de una presentación de Bouncing Souls, detrás de cámaras en la filmación del video para el tema "Fuck Authority" de Pennywise y un fragmento del documental "Big Bang" de Bad Religion, filmado en 1992 durante una gira en Alemania, en el cual Brett Gurewitz entrevista a Greg Graffin, vocalista de la banda, y viceversa.
| Punk-O-Rama Vol.8 disco 1 |                                                                          |          |  |
| N.º                       | Título                                                                   | Duración |  |
| 1.                        | «I Am a Revenant» (The Distillers)                                       |          |  |
| 2.                        | «Don't Call It a Comeback» (Motion City Soundtrack)                      |          |  |
| 3.                        | «Trusty Chords» (Hot Water Music)                                        |          |  |
| 4.                        | «As Wicked» (Rancid)                                                     |          |  |
| 5.                        | «New Day» (Bouncing Souls)                                               |          |  |
| 6.                        | «The Gratest Fall (Of All Time)» (Matchbook Romance)                     |          |  |
| 7.                        | «The Idiots Are Taking Over» (NOFX)                                      |          |  |
| 8.                        | «Who We Are» (Bad Religion)                                              |          |  |
| 9.                        | «Trapped In» (Division of Laura Lee)                                     |          |  |
| 10.                       | «Sink Venice» (Ikara Colt)                                               |          |  |
| 11.                       | «Sweating Blood» (F-Minus)                                               |          |  |
| 12.                       | «Makeshift Patriot» (Sage Francis)                                       |          |  |
| 13.                       | «A New Morning, Changing Weather» (The (International) Noise Conspiracy) |          |  |
| 14.                       | «Welfare Problems» (Randy)                                               |          |  |
| 15.                       | «Thickfreakness» (The Black Keys)                                        |          |  |
| 16.                       | «Wasted Words» (Death by Stereo)                                         |          |  |

| Punk-O-Rama Vol.8 disco 2 |                                                      |          |  |
| N.º                       | Título                                               | Duración |  |
| 1.                        | «Unstoppable» (Death by Stereo)                      |          |  |
| 2.                        | «Coup d'Etat» (The (International) Noise Conspiracy) |          |  |
| 3.                        | «Holiday in the Sun» (Pennywise)                     |          |  |
| 4.                        | «Gonna Be a Blackout Tonight» (Dropkick Murphys)     |          |  |
| 5.                        | «Quick Death» (The Transplants)                      |          |  |
| 6.                        | «Bird Sings Why the Caged I Knows» (Atmosphere)      |          |  |
| 7.                        | «Train of Flesh» (Turbonegro)                        |          |  |
| 8.                        | «Incorporeal» (Tiger Army)                           |          |  |
| 9.                        | «Bowmore» (Millencolin)                              |          |  |
| 10.                       | «The Ocean Song» (Pulley)                            |          |  |
| 11.                       | «Contribution» (Guttermouth)                         |          |  |
| 12.                       | «Warpath» (Bombshell Rocks)                          |          |  |
| 13.                       | «Get This Right!» (Raised Fist)                      |          |  |
| 14.                       | «Lose Another Friend» (No Fun At All)                |          |  |
| 15.                       | «Roll Around» (U.S. Bombs)                           |          |  |
| 16.                       | «Shattered Faith» (Bad Religion)                     |          |  |
| 17.                       | «Quick Death (remix)» (Error)                        |          |  |

La octava edición, editada en 2003, es la única que contiene 2 CD, las versiones posteriores incluirían un CD y un DVD. El tema "Quick Death" aparece en dos diferentes versiones, la original interpretada por The Transplants y el remix de Error.
| Punk-O-Rama Vol.9 |                                                        |          |  |
| N.º               | Título                                                 | Duración |  |
| 1.                | «Social Suicide» (Bad Religion)                        | 1:35     |  |
| 2.                | «Ride the Wings of Pestilence» (From First to Last)    | 4:20     |  |
| 3.                | «Sick Little Suicide» (The Matches)                    | 4:17     |  |
| 4.                | «The Keys to Life vs. 15 Minutes of Fame» (Atmosphere) | 2:40     |  |
| 5.                | «Now I Know» (Pennywise)                               | 2:57     |  |
| 6.                | «Throw Down» (Motion City Soundtrack)                  | 3:12     |  |
| 7.                | «Tropical London» (Rancid)                             | 3:03     |  |
| 8.                | «The Dirty Glass» (Dropkick Murphys)                   | 3:37     |  |
| 9.                | «Plea from a Cat Named Virtute» (The Weakerthans)      | 3:46     |  |
| 10.               | «Promise» (Matchbook Romance)                          | 4:16     |  |
| 11.               | «City in the Sea» (Scatter the Ashes)                  | 4:22     |  |
| 12.               | «Liberation Frequency» (Refused)                       | 4:11     |  |
| 13.               | «Struck By a Wrecking Ball» (Necromantix)              | 3:28     |  |
| 14.               | «Bad Reputation» (Pulley)                              | 2:53     |  |
| 15.               | «Fall Apart» (1208)                                    | 3:08     |  |
| 16.               | «Sing Along Forever» (Bouncing Souls)                  | 1:35     |  |
| 17.               | «Seein' Diamonds» (Hot Water Music)                    | 3:36     |  |
| 18.               | «Life Goes By» (The Special Goodness)                  | 2:45     |  |
| 19.               | «Miss Take (Radio Edit)» (HorrorPops)                  | 3:06     |  |
| 20.               | «Temptation» (Tiger Army)                              | 2:10     |  |
| 21.               | «Dirty Love» (Division of Laura Lee)                   | 3:11     |  |
| 22.               | «Burn in Hell» (Error)                                 | 3:04     |  |
| 23.               | «Now» (Eyedea & Abilities)                             | 4:21     |  |
| 24.               | «The Plague (live)» (Death by Stereo)                  | 3:06     |  |

| Punk-O-Rama Vol.9 DVD |                                                                       |          |  |
| N.º                   | Título                                                                | Duración |  |
| 1.                    | «Sing Along Forever» (Bouncing Souls)                                 |          |  |
| 2.                    | «Miss Take» (HorrorPops)                                              |          |  |
| 3.                    | «Trying to Find a Balance» (Atmosphere)                               |          |  |
| 4.                    | «Insects Destroy» (Pulley)                                            |          |  |
| 5.                    | «The Next Big Thing» (1208)                                           |          |  |
| 6.                    | «Promise» (Matchbook Romance)                                         |          |  |
| 7.                    | «The Future Freaks Me Out» (Motion City Soundtrack)                   |          |  |
| 8.                    | «Psalm for the Future for the Elks Lodge Last Call» (The Weakerthans) |          |  |
| 9.                    | «X-Ray Eyes» (Randy)                                                  |          |  |
| 10.                   | «NFA» (The Special Goodness)                                          |          |  |
| 11.                   | «Heartless» (Converge)                                                |          |  |

El noveno volumen, editado en 2004, es el primero en incluir un CD y un DVD con los videos de las agrupaciones que aparecen en el CD, a excepción de Randy y Converge, todos los tracks fueron previamente lanzados excepto "Seein' Diamonds" de Hot Water Music y "The Plague" de Death by Stereo. Es la única edición sin un tema de NOFX.
| Punk-O-Rama Vol.10 |                                                                 |          |  |
| N.º                | Título                                                          | Duración |  |
| 1.                 | «When You're Around» (Motion City Soundtrack)                   |          |  |
| 2.                 | «Lovers & Liars» (Matchbook Romance)                            |          |  |
| 3.                 | «All My Friends Are Dead» (Turbonegro)                          |          |  |
| 4.                 | «Failure by Designer Jeans» (From First to Last)                |          |  |
| 5.                 | «Sun Vs. Moon» (Sage Francis)                                   |          |  |
| 6.                 | «The Surface of Me» (Bad Religion)                              |          |  |
| 7.                 | «All the Good Men» (The Robocop Kraus)                          |          |  |
| 8.                 | «Mixin' Up Adjectives» (This Is Me Smiling)                     |          |  |
| 9.                 | «Shadowland» (Youth Group)                                      |          |  |
| 10.                | «Under a Communist Moon» (The (International) Noise Conspiracy) |          |  |
| 11.                | «I Need Drugs» (Some Girls)                                     |          |  |
| 12.                | «Mice Meat» (DANGERDOOM)                                        |          |  |
| 13.                | «Mission From God» (The Offspring)                              |          |  |
| 14.                | «Last Goodbyes» (Converge)                                      |          |  |
| 15.                | «Anchors Aweigh (live)» (Bouncing Souls)                        |          |  |
| 16.                | «Farewell My Hell» (Millencolin)                                |          |  |
| 17.                | «The Warrior's Code» (Dropkick Murphys)                         |          |  |
| 18.                | «Dead Weight Falls» (The Unseen)                                |          |  |
| 19.                | «White Knuckle Ride» (Rancid)                                   |          |  |
| 20.                | «Falling Down» (Pennywise)                                      |          |  |
| 21.                | «No Fun In Fundamentalism» (NOFX)                               |          |  |
| 22.                | «Bloodstains» (Pulley)                                          |          |  |
| 23.                | «They're Building Walls Around Us» (Moneybrother)               |          |  |
| 24.                | «Not The Way» (The Special Goodness)                            |          |  |
| 25.                | «Ghostfire» (Tiger Army)                                        |          |  |
| 26.                | «Riot, Riot, Riot» (Roger Miret and The Disasters)              |          |  |
| 27.                | «Laugh/Love/F---» (The Coup)                                    |          |  |

| Punk-O-Rama Vol.10 DVD |                                                     |          |  |
| N.º                    | Título                                              | Duración |  |
| 1.                     | «Ride the Wings of Pestilence» (From First to Last) |          |  |
| 2.                     | «My Eyes Burn» (Matchbook Romance)                  |          |  |
| 3.                     | «Ray» (Millencolin)                                 |          |  |
| 4.                     | «Skeleton Jar» (Youth Group)                        |          |  |
| 5.                     | «Eagles Become Vultures» (Converge)                 |          |  |
| 6.                     | «Tu Puta Mi Casa» (C. Aarme)                        |          |  |
| 7.                     | «Rose of the Devil's Garden» (Tiger Army)           |          |  |
| 8.                     | «Chain Me Free» (The Matches)                       |          |  |
| 9.                     | «Los Angeles is Burning» (Bad Religion)             |          |  |
| 10.                    | «Ride the Fence» (The Coup)                         |          |  |
| 11.                    | «Caesura» (Scatter the Ashes)                       |          |  |
| 12.                    | «The Reasons» (The Weakerthans)                     |          |  |
| 13.                    | «10 AM Automatic» (The Black Keys)                  |          |  |
| 14.                    | «National Disgrace» (Atmosphere)                    |          |  |
| 15.                    | «Miss Take» (HorrorPops)                            |          |  |
| 16.                    | «Tessie» (Dropkick Murphys)                         |          |  |
| 17.                    | «Anchors Aweigh» (Bouncing Souls)                   |          |  |
| 18.                    | «Insects Destroy» (Pulley)                          |          |  |
| 19.                    | «Riot, Riot, Riot» (Roger Miret and The Disasters)  |          |  |
| 20.                    | «Glass» (Eyedea & Abilities)                        |          |  |
| 21.                    | «NFA» (The Special Goodness)                        |          |  |

La décima y última edición del recopilatorio, editada en 2005, contiene más temas sin previo lanzamiento que los volúmenes anteriores, los cuales son "Shoot Me in the Smile" de The Matches, "News from the Front" de Bad Religion, "Mixin' Up Adjectives" de This Is Me Smiling, "From the Tops of Trees" de Scatter the Ashes, "Mission from God" de The Offspring, "Bloodstain" de Pulley, "Not the Way" by The Special Goodness, la versión en vivo de "Anchors Aweigh" de Bouncing Souls y "There's No Fun in Fundamentalism" de NOFX, previamente disponible solo en un sencillo de 7".
- Datos: Q1844502